# Hylambates
Hylambates é um género de anfíbios da família Hyperoliidae. Está distribuído por Tanzânia, Libéria, Costa do Marfim, Nigéria, Camarões, Guiné Equatorial e República Democrática do Congo.

## Espécies
- Hylambates boulengeri (Perret, 1986)
- Hylambates keithae (Schiøtz, 1975)
- Hylambates leonardi Boulenger, 1906
- Hylambates maculatus Duméril, 1853
- Hylambates verrucosus Boulenger, 1912